# 一刀両断
一刀両断（いっとうりょうだん）は、宋の時代の中国からの熟語。

## 概要
太刀で物を真っ二つに切ることである。ここから転じて、思い切って物事を一度にはっきりと処置するという意味でこの言葉が用いられるようになる。
現在の中国では、古くからの関係をきっぱりと断ち切るという意味で一刀両断という言葉が用いられている。

### 由来
この言葉の由来は、宋の時代の書物である『朱子語類』からである。この書物は南宋の儒学者である朱子とその弟子たちとの問答がまとめられたもので、この中にある孔子の人物評に一刀両断が出てくる。ここでは孔子の生き方というのは、人々の将来を憂慮すれば食事を忘れて思考に没頭し、楽しいことに集中するときは憂慮を忘れて楽しみに没頭しているとされており、このような生き方のことが一刀両断と表現されていた。